# Galaktiska imperiet (Isaac Asimovs)
Galaktiska imperiet (engelska: Galactic Empire) är en fiktivt framtida stat i den amerikanske författaren Isaac Asimovs robot-, imperie- och stiftelseserier, bestående av noveller och romaner som utkom mellan 1940-talet och 1990-talet.

## Statsskick

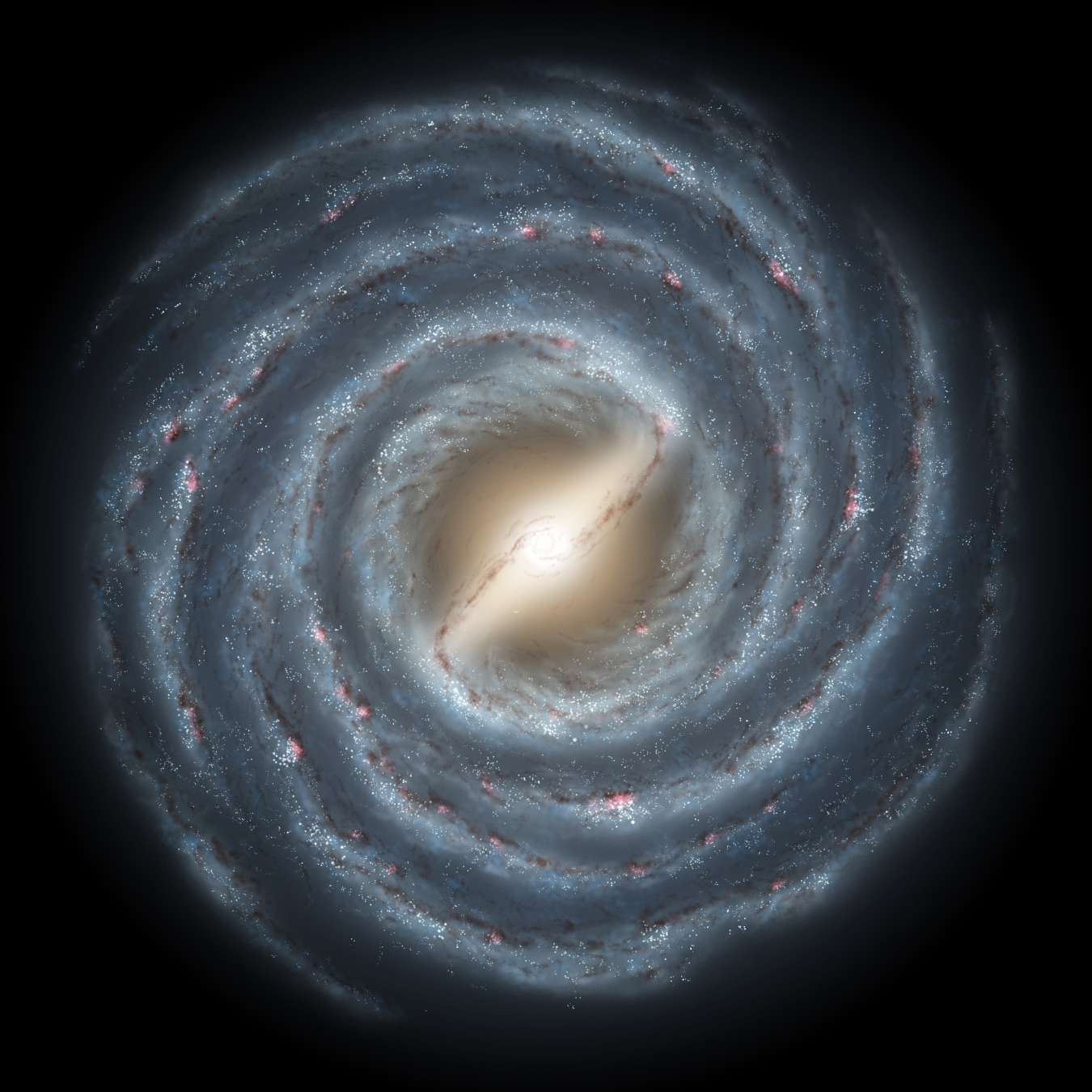
Galaktiska imperiet omfattade när det var som störst miljontals planeter över hela Vintergatan.

Galaktiska imperiet består av miljontals planeter i hela Vintergatan som har terraformerats, koloniserats och bebos av människor. Imperiets symbol nämns ofta i böckerna, men beskrivs inte mer ingående än att det kallas "rymdskeppet och solen". Huvudstad är Trantor , som är en planet som i sin helhet är bebyggd med stadsbebyggelse.
Imperiet styrs av en kejsare och dennes regering; vetenskapsmannen Hari Seldon är en tid försteminister. Imperiet omfattar när det är som störst alla av människan bebodda planeter, även om somliga av dem i praktiken har ett långtgående självstyre. I berättelsen om Stiftelsen får läsaren följa Imperiets teknologiska och politiska sönderfall.